# المركز السينمائي المغربي
المركز السينمائي المغربي هو مؤسسة عمومية تخضع لوصاية وزارة الاتصال، وتتمتع بالشخصية القانونية والاستقلالية المالية، تم إنشاؤه بموجب الظهير (بمثابة قانون) الصادر في 09 يناير 1944، ونُشر في الجريدة الرسمية للمملكة المغربية في 11 فبراير من السنة ذاتها تحت الإقامة العامة لغابرييل بوه. وقد كان الهدف من ذلك التنافس مع السينما المصرية التي كانت سائدة في البلاد.
بعد الاستقلال سنة 1956، واصل المركز عمله عن طريق وحافظ على الاسم كما هو.
يعتبر المركز واحدا من أقدم المؤسسات العمومية المكلفة بتنظيم وترويج السينما في العالم.

## روابط خارجية
- الموقع الرسمي.